# 2009年東亞運動會羽毛球比賽

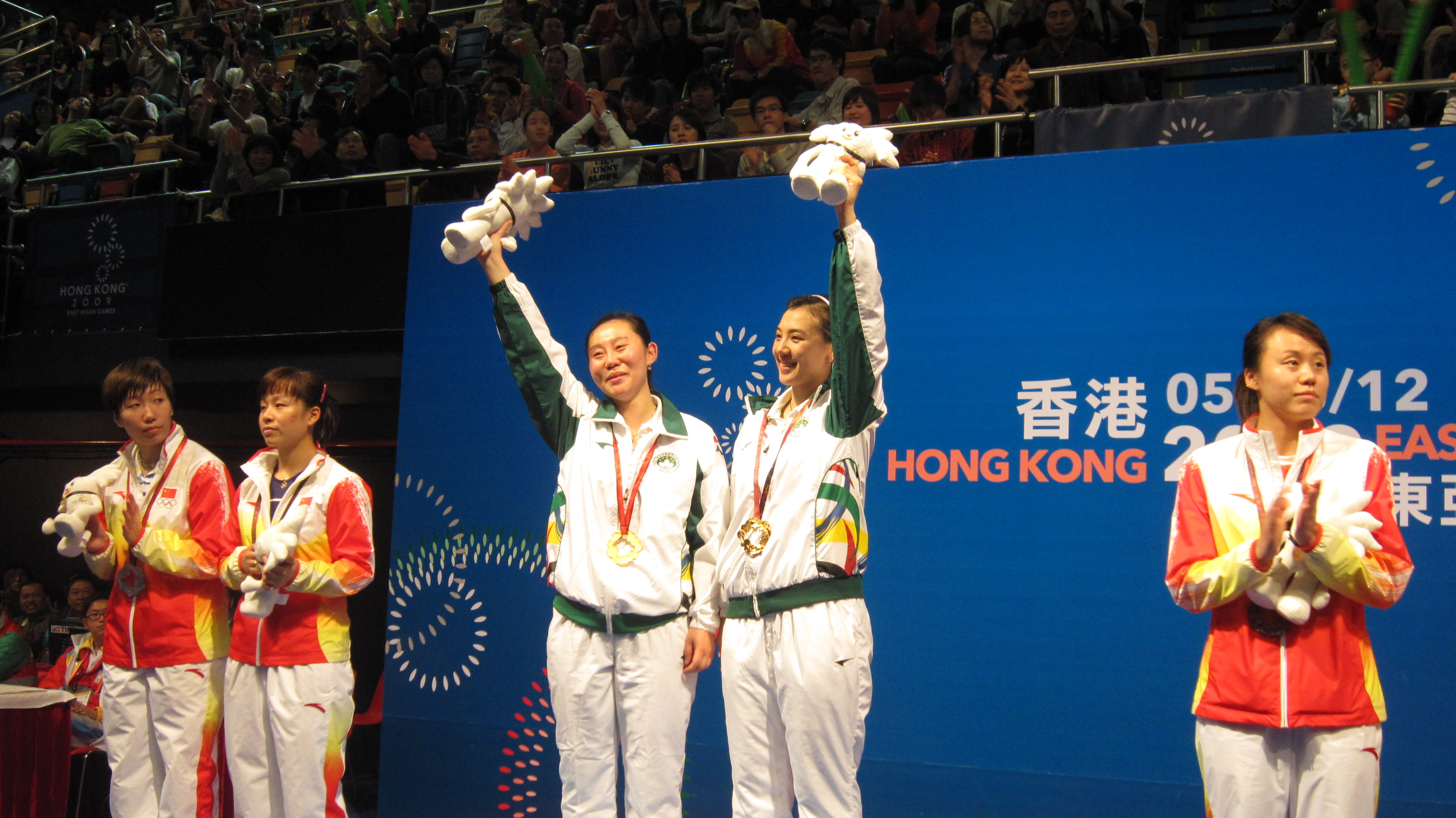
中國澳門的張丹、張之博在羽毛球女雙項目奪金，圖為頒獎情況

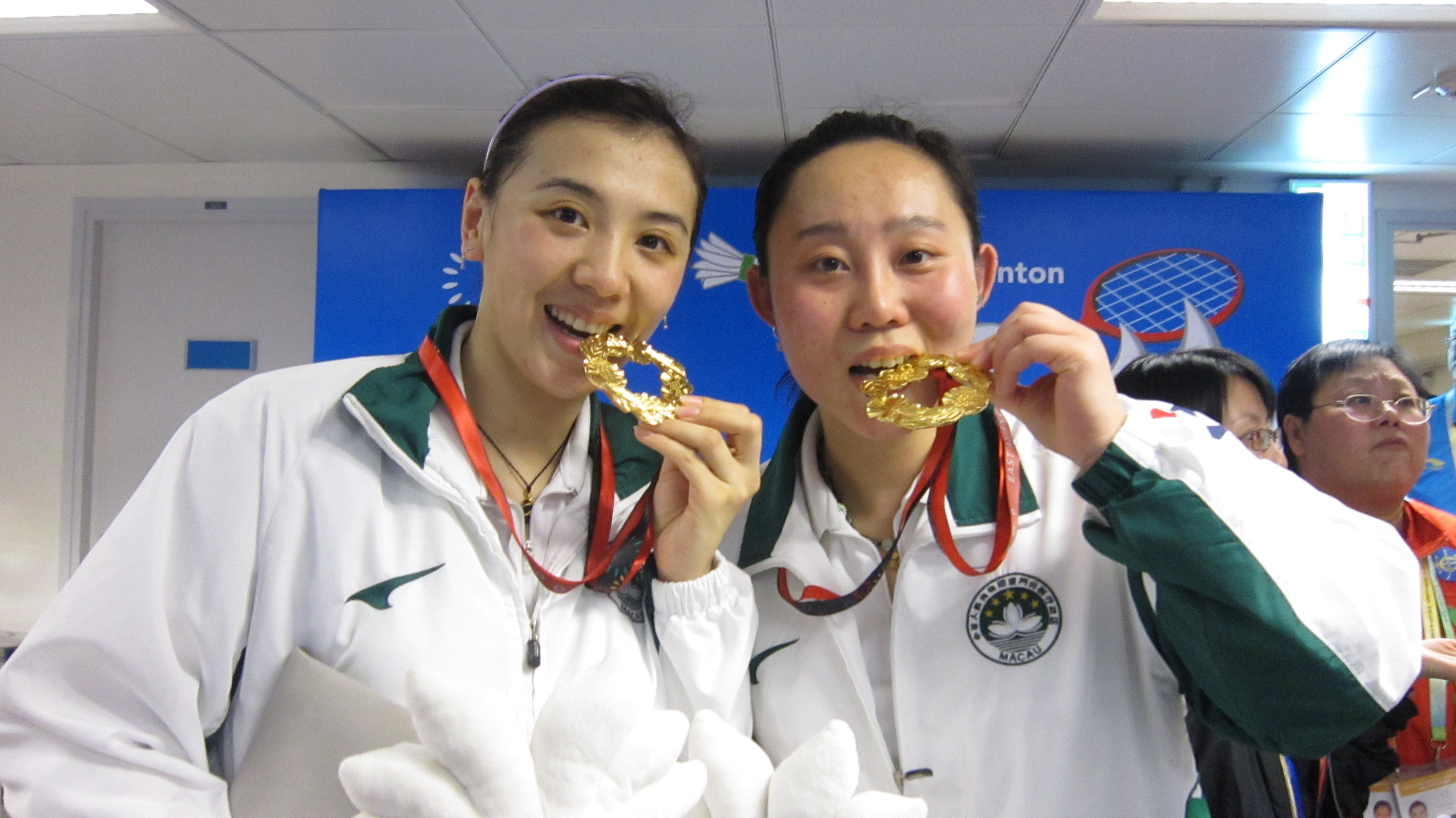
張丹、張之博在奪金「咬金」

2009年東亞運動會羽毛球比賽於12月9日至13日在伊利沙伯體育館舉行。賽事設有7個小項。為期5天的賽事中有三日為決賽天。

## 獎牌榜

### 國家獎牌榜
| 排名 | 国家／地区 | 金牌 | 银牌 | 铜牌 | 總數 |
| ---- | ---------- | ---- | ---- | ---- | ---- |
| 1    | 中国       | 3    | 3    | 3    | 9    |
| 2    | 中華臺北   | 1    | 2    | 5    | 8    |
| 3    |            | 1    | 1    | 3    | 5    |
| 4    | 香港       | 1    | 1    | 2    | 4    |
| 5    | 澳門       | 1    | 0    | 0    | 1    |
| 6    | 日本       | 0    | 0    | 1    | 1    |
| 總數 | 總數       | 7    | 7    | 14   | 28   |

### 項目獎牌榜
| 項目     | 金牌                                                                                   | 银牌                                                                             | 铜牌 |
| 男子團體 | 中國 · 柴飚 · 陈金 · 谌龙 · 杜鹏宇 · 林丹 · 刘小龙 · 邱子瀚 · 孙俊杰 · 陶嘉明 · 张楠   | · 曹建雨 · 崔镐振 · 金基正 · 權利九 · 申白喆 · 孙完虎                            | 中華臺北 · 陳宏麟 · 謝裕興 · 許仁豪 · 薛軒億 · 胡崇賢 · 林祐瑯 · 盧紀遠                                              |
| 男子團體 | 中國 · 柴飚 · 陈金 · 谌龙 · 杜鹏宇 · 林丹 · 刘小龙 · 邱子瀚 · 孙俊杰 · 陶嘉明 · 张楠   | · 曹建雨 · 崔镐振 · 金基正 · 權利九 · 申白喆 · 孙完虎                            | 日本 · 橋本博且 · 早川賢一 · 平田典靖 · 池田信太郎 · 數野健太 · 古財和輝 · 佐伯浩一 · 佐佐木翔 · 田兒賢一 · 山田和司 |
| 女子團體 | 中國 · 陈晓佳 · 成淑 · 付珊珊 · 马晋 · 潘攀 · 王晓理 · 夏静云 · 张亚雯 · 赵芸蕾 · 周卉 | 中華臺北 · 程文欣 · 姜凱心 · 簡毓瑾 · 謝沛蓁 · 許雅晴 · 白驍馬 · 戴資穎 · 王沛蓉 | 香港 · 陳虹蓉 · 陳祉嘉 · 周凱華 · 官惠慈 · 蒙筠怡 · 潘樂恩 · 謝影雪 · 王晨 · 葉姵延 · 周蜜                           |
| 女子團體 | 中國 · 陈晓佳 · 成淑 · 付珊珊 · 马晋 · 潘攀 · 王晓理 · 夏静云 · 张亚雯 · 赵芸蕾 · 周卉 | 中華臺北 · 程文欣 · 姜凱心 · 簡毓瑾 · 謝沛蓁 · 許雅晴 · 白驍馬 · 戴資穎 · 王沛蓉 | · 嚴惠媛 · 鄭景銀 · 金美榮 · 裴昇熙 · 柳晛榮                                                                         |
| 男子單打 | 崔镐振                                                                                 | 林丹                                                                             | 薛軒億 |
| 男子單打 | 崔镐振                                                                                 | 林丹                                                                             | 孫完虎 |
| 女子單打 | 葉姵延                                                                                 | 周蜜                                                                             | 戴資穎 |
| 女子單打 | 葉姵延                                                                                 | 周蜜                                                                             | 陈晓佳 |
| 男子雙打 | 胡崇賢 蔡佳欣                                                                          | 陳宏麟 林祐瑯                                                                    | 金基正 權利九 |
| 男子雙打 | 胡崇賢 蔡佳欣                                                                          | 陳宏麟 林祐瑯                                                                    | 柴飚 张楠 |
| 女子雙打 | 张丹 張之博                                                                            | 马晋 王晓理                                                                      | 成淑 赵芸蕾 |
| 女子雙打 | 张丹 張之博                                                                            | 马晋 王晓理                                                                      | 簡毓瑾 王沛蓉 |
| 混合雙打 | 陶嘉明 张亚雯                                                                          | 张楠 马晋                                                                        | 魏仁君 周凱華 |
| 混合雙打 | 陶嘉明 张亚雯                                                                          | 张楠 马晋                                                                        | 陳宏麟 謝沛蓁 |

## 資料來源
- 香港2009東亞運動會 羽毛球比賽結果[]（英文）
- Hong Kong 2009 East Asian Games（页面存档备份，存于）（英文）